# Juvelskrinet
Juvelskrinet er en markant åben stjernehob i stjernebilledet Sydkorset. Den blev opdaget af den franske astronom Nicolas Louis de Lacaille i 1751–1752.. Andre betegnelser er Kappa Crucis-hoben, NGC 4755 og Caldwell 94.
Juvelskrinet kan ses med det blotte øje som en tåget stjerne omtrent
1.0° sydøst for Mimosa (Beta Crucis), som er den venstre stjerne i Sydkorset og som har størrelsesklassen mV = 1.25. En af de lysstærkeste medlemmer af hoben har fået Bayer-betegnelsen "Kappa Crucis" (størrelsesklasse 5.98), og fra den stammer hobens moderne betegnelse, Kappa Crucis-hoben.
Juvelskrinet er en af de yngste kendte åbne stjernehobe og har en anslået alder på kun 16 millioner år. Hobens samlede visuelle størrelsesklasse er 4.2. Afstanden fra Solsystemet er 2.16 kpc eller 7 060 lysår. Det er vanskeligt at bestemme hobens afstand nøjagtigt, fordi den ligger tæt på Kulsækken, hvis støv og gas svækker lyset. Hoben består af lidt over 100 stjerner. Gennemsnittet af hobstjernernes radialhastigheder er {\displaystyle \rho } = −21 km/s. Juvelskrinets lysstærkeste medlemmer er superkæmper, og blandt dem finder man nogle af Mælkevejsgalaksen stærkest lysende stjerner.

## Opdagelse og tidlige observationer
Juvelskrinet som stjernehob blev opdaget fra Kap det gode Håb i Sydafrika af Nicolas Louis de Lacaille i forbindelse med astrometriske observationer til brug for has katalog over sydlige stjerner, Cœlum Australe Stelliferum, udgivet i 1751-1752. Han anvendte en linsekikkert med en objektivdiameter på beskedne 12 mm. Han var den første til at erkende, at den tågede lysplet bestod af mange enkeltstjerner.
Navnet "Juvelskrin" stammer fra den britiske astronom John Herschel, der beskrev den således:
"... this cluster, though neither a large nor a rich one, is yet an extremely brilliant and beautiful object when viewed through an instrument of sufficient aperture to show distinctly the very different colour of its constituent stars, which give it the effect of a superb piece of fancy jewellery."
"... denne hob, endskønt den hverken er udstrakt eller stjernerig, er alligevel et ekstremt lysstærkt og smukt objekt, når den ses gennem et instrument, som har tilstrækkelig linseåbning til tydeligt at vise de meget forskellige farver på dens stjerner, der får den til at se ud som en samling kostbare juveler".
Herschel registrerede i 1834 - 1838 positionerne af lidt over 100 medlemmer af hoben.

## Hobens mest markante stjerner
Hobens centrale del udgøres af lysstærke stjerner, som danner et A-formet asterisme.
Asterismets spids udgøres af stjernen HD 111904 (HR 4887, HIP 62894), som er en B9 superkæmpe der formodes at være variabel. Med en størrelsesklasse på mV = 5.77 er den asterismets lysstærkeste medlem. Hobens mest lysstærke medlem er den variable stjerne DS Crucis (HD 111613, HR 4876), der ligger et godt stykke fra A-asterismet. Den er en Alfa Cygni-variabel superkæmpe af spektralklasse B9.5 med en gennemsnitlig visuel størrelsesklasse på mV = 5.72; den menes dog at være en forgrundsstjerne.
Bjælken i "A"-et består af fire stjerner på række:
- Nederst til højre ses BU Crucis af størrelse 6.92, en B2-superkæmpe og formørkelsesvariabel stjerne.
- Næste i rækken er BV Crucis, størrelse 8.662, en kæmpestjerne af spektralklasse B0.5 og en variabel af Beta Cephei-typen.
- Herefter følger DU Crucis, en rød superkæmpe af spektralklasse M2, hvis størrelsesklasse varierer uregelmæssigt mellem 7.1 og 7.6.
- Den sidste af de fire er CC Crucis, en B2-kæmpestjerne, størrelsesklasse 7.83, hvis hurtige rotation giver den ellipsoideform.[10]

Asterismets fødder består nederst af den allerede nævnte Kappa Crucis (størrelsesklasse 5.98, spektralklasse B3) samt øverst af den blå superkæmpe HD 111990 (størrelsesklasse 6.77, spektralklasse B1-2) .

## Observation
Juvelskrinet anses som et af de flotteste objekter på den sydlige himmelhalvkugle. Med det blotte øje ses det som et tåget objekt af størrelsesklasse 4. Man kan let finde det ved at bruge Beta Crucis som ledestjerne. Set i en prismekikkert eller et lille teleskop udgør den et smukt syn. Tre af stjernerne i bjælken af A-et omtales som 'trafikfyret' på grund af deres forskellige farver.

## Billedgalleri
- Vidvinkelbillede af Juvelskrinet.
- Billede optaget med Digitized Sky Survey 2.
- Hubble-billede af Juvelskrinet.
- Juvelskrinet set med en lille amatørkikkert.

## Eksterne links
- Wikimedia Commons har flere filer relateret til Juvelskrinet
- Image of NGC 4755. SEDS (astrophoto). Image of NGC 4755 copyright Anglo-Australian Observatory
- Amateur image of NGC 4755 (Astrofoto). Billed-copyright: T. Warner

Koordinater:  12h 53m 42s, −60° 22′ 00″